# Erik Barnouw
Erik Barnouw (* 23. Juni 1908 in Den Haag, Niederlande; † 19. Juli 2001 in Fair Haven, Vermont, USA) war ein US-amerikanischer Medienhistoriker und Filmemacher.

## Leben
Barnouw war Professor an der Columbia University in New York. Bekannt wurden vor allem seine große Geschichte des amerikanischen Fernsehens, seine Geschichte des Dokumentarfilms und sein Film über Hiroshima und Nagasaki.
Seit 1983 verleiht die Organization of American Historians den nach Barnouw benannten Erik Barnouw Award für Filme zur amerikanischen Geschichte.

## Werke
als Autor
- History of Broadcasting in the United States. Oxford University Press, New York 1967ff.

1. A Tower in Babel. To 1933. 1967.
2. The Golden Web. 1933-1953. 1985.
3. The image empire. From 1953. 1970.

- The Sponsor. Notes on a Modern Potentate. Transaction Books, New Brunswick 2004, ISBN 0-7658-0547-2 (Nachdr. d. Ausg. New York 1978).
- Tube of Plenty. The Evolution of American Television. Oxford University Press, New York 1992, ISBN 0-19-506484-4 (Nachdr. d. Ausg. New York 1976).
- Documentary. A History of the Non-Fiction Film. 2. Auflage. Oxford University Press, New York 1993, ISBN 0-19-507898-5.
- Media Marathon. A 20th century memoir. Duke University Press, Durham 1996, ISBN 0-8223-1728-1 (Autobiographie).
- Media Lost and Found. (Communications and media studies; 4). Fordham University Press, New York 2001, ISBN 0-8232-2098-2.

als Herausgeber
- International Encyclopedia of Communications. Oxford University Press, Oxford 1989, ISBN 0-19-504994-2 (4 Bde.).

## Filme
- Hiroshima Nagasaki August, 1945. 1970 (Dieser Kompilationsfilm benutzt Material, das die Japaner kurz nach dem Abwurf der Atombomben gedreht hatten, sowie amerikanisches Material).